# Inteligencia de imágenes
Inteligencia de imágenes (IMINT) es una rama de la inteligencia derivada de la información obtenida mediante imágenes proporcionadas a través de satélites o medios aéreos o terrestres. Existen varios tipos de inteligencia de imágenes:
- Inteligencia óptica (OPTIN): es la inteligencia de imágenes en la región visible del espectro.
- Inteligencia fotográfica (PHOTINT): es el espionaje fotográfico, que engloba la utilización desde una simple cámara hasta un moderno satélite.
- Inteligencia electro-óptica (EOPINT): los fenómenos electro-ópticos son todos aquellos donde las propiedades ópticas de un medio son modificables por la presencia de un campo eléctrico o láser, cables de fibra óptica, televisiones...
- Inteligencia de infrarrojos: la luz infrarroja permite fotografiar claramente desde grandes altitudes y largas distancias a través de la neblina atmosférica. La función principal es la de detectar movimiento a través de la temperatura corporal. Esto tiene una gran aplicación técnica y militar.